# Audi 80 B4
Der Audi 80 B4 (auch als Typ 8C bezeichnet) wurde im September 1991 von Audi als viertes und letztes Modell der seit 1972 angebotenen Baureihe Audi 80 vorgestellt. Es löste den Audi 80 B3 und das Schwestermodell Audi 90 ab (von dem es die Fünfzylinder-Ausführungen übernahm, und erstmals auch als Sechszylinder). Wenngleich auf dem B3 basierend, wurde es jedoch wesentlich überarbeitet und ist auch um 9 cm länger und entsprach der unter Ferdinand Piëch verfolgten Platzierung von Audi als Premiummarke. Mit mehr als 826.000 Exemplaren (davon etwas mehr als 177.000 Avant) war der Audi 80 B4 erfolgreich. Die beliebtesten Motorisierungen waren der 2.0 E mit 115 PS (456.861 Exemplare) und der TDI (182.777 Exemplare).
Im November 1994 erschien als Nachfolger der Audi A4, zunächst nur als Limousine. Der Audi 80 Avant lief noch bis Dezember 1995 vom Band, das Audi Coupé noch bis Ende 1996 und das Audi Cabriolet sogar noch bis September 2000.

## Modellgeschichte

### Allgemeines

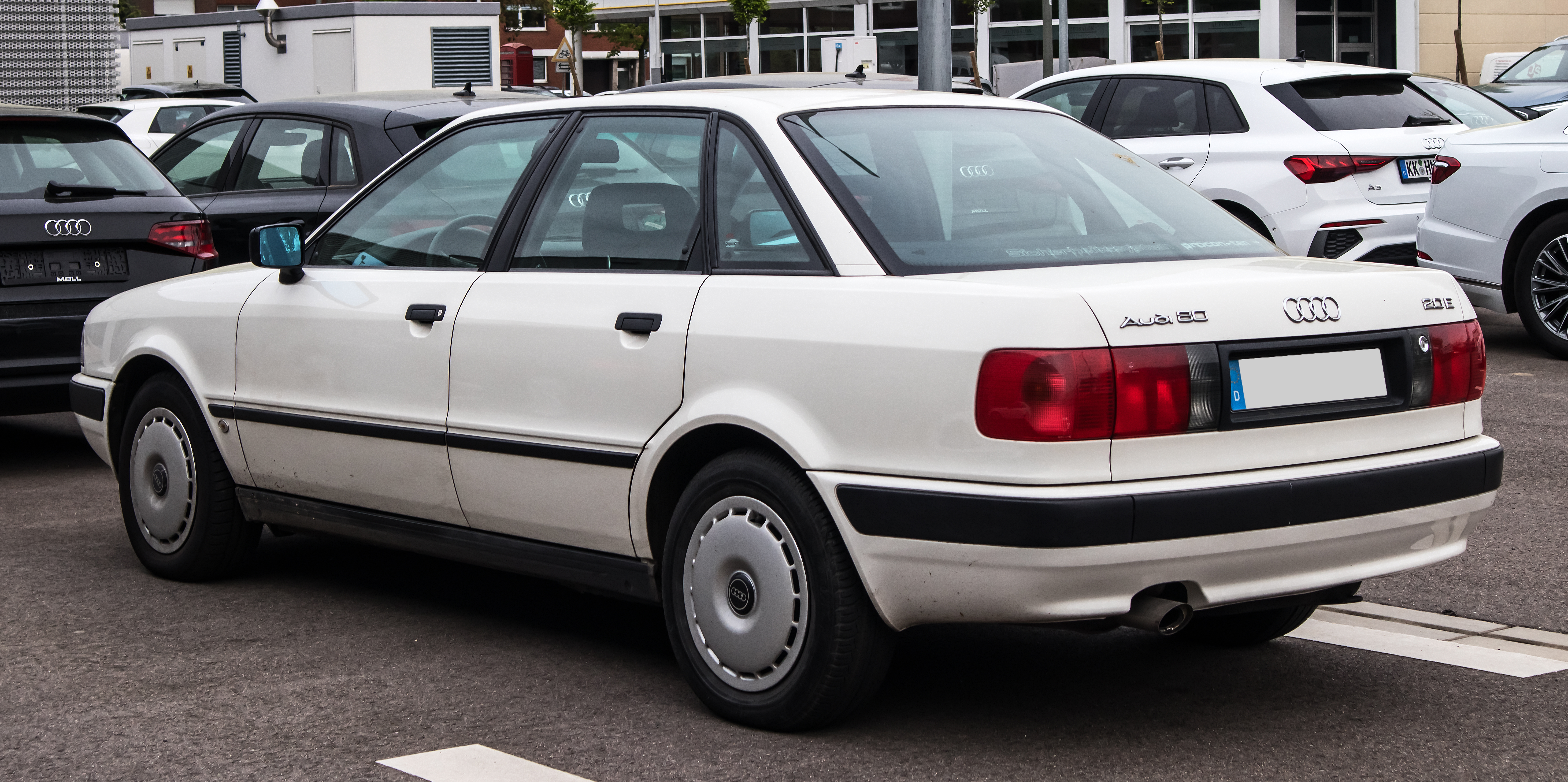
Heckansicht

Die grundsätzliche Konzeption der vierten Generation des Audi 80 (B4) orientierte sich an der der dritten Generation (B3). Der B4 stellte damit eine Weiterentwicklung des Vorgängermodells dar, von der er sich äußerlich zunächst durch ein verändertes „Audi-Gesicht“ unterscheidet, das sich durch eine neugestaltete Motorhaube mit integriertem Grill, wie sie zuvor schon beim Audi V8 und Audi 100 C4 verbaut wurde, sowie den in Wagenfarbe lackierten Stoßfängern ergab. Auch ist die Heckscheibe des B4 gegenüber der seines Vorgängers im oberen Bereich weniger stark gewölbt. Unverändert gegenüber dem B3 blieb ein Großteil der Dachpartie inklusive Form und Position der Frontscheibe.
So behielt der B4 die längs eingebaute Motoranordnung sowie die Option auf Vorderrad- oder Allradantrieb bei. Beim Fahrwerk setzte der B4 vorne weiterhin auf das bewährte MacPherson-System mit Einzelradaufhängung. Hinten jedoch wurde das bisherige starre Torsionskurbelachssystem durch eine neue Konstruktion mit verbundenen Rädern ersetzt, die mit Schraubenfedern und hydraulischen Teleskopstoßdämpfern an beiden Achsen ausgestattet war.
Der Kofferraum des Vorgängermodells B3 hat der hinteren Torsionskurbelachse wegen, die einen relativ großen Einbauraum erforderte, eine vielfach kritisierte ungünstige Formgebung. Ein größerer Kofferraum mit ebenem Laderaumboden wurde im Nachfolger B4 durch die Verwendung einer Verbundlenkerachse ermöglicht. Dies erforderte jedoch einen größeren Radstand, weswegen der Wagen knapp 8 cm länger wurde. Durch die größeren Räder wurde geschickt kaschiert, dass die Hinterkante der hinteren Tür an der gleichen Stelle stand wie zuvor.
Dank der geänderten Hinterachse konnte zudem ein liegender Tank verbaut werden, der einen glattflächigen, tiefen Kofferraum sowie umlegbare Rücklehnen und damit auch eine Kombivariante ermöglichte, die im Sommer 1992 als Audi 80 Avant vorgestellt wurde. An der Karosserieform des Hecks ist zu erkennen, dass die Kombivariante schon zu Zeiten des Audi 80 B3 entwickelt wurde. Die Heckleuchten des B3 sind identisch mit denen des Avant.
Nahezu die gesamte Modellreihe verfügte über eine Bremsanlage mit vier Scheibenbremsen, die in den meisten Varianten serienmäßig mit einem Antiblockiersystem (ABS) ausgestattet war. Eine Ausnahme bildete die Basisversion mit dem 2,0-Liter-Vergasermotor, die hinten Trommelbremsen verwendete. Die Zahnstangenlenkung war serienmäßig mit Servounterstützung versehen, und auch das Sicherheitssystem Procon-Ten gehörte zur Standardausstattung der B4.
Mit der Einführung des Audi 80 B4 wurden die Modellreihen Audi 80 und 90 wieder zusammengefasst. Neben den zuvor dem Audi 90 vorbehaltenen Fünfzylinder-Motoren war der Audi 80 B4 erstmals auch mit V6-Motoren erhältlich.

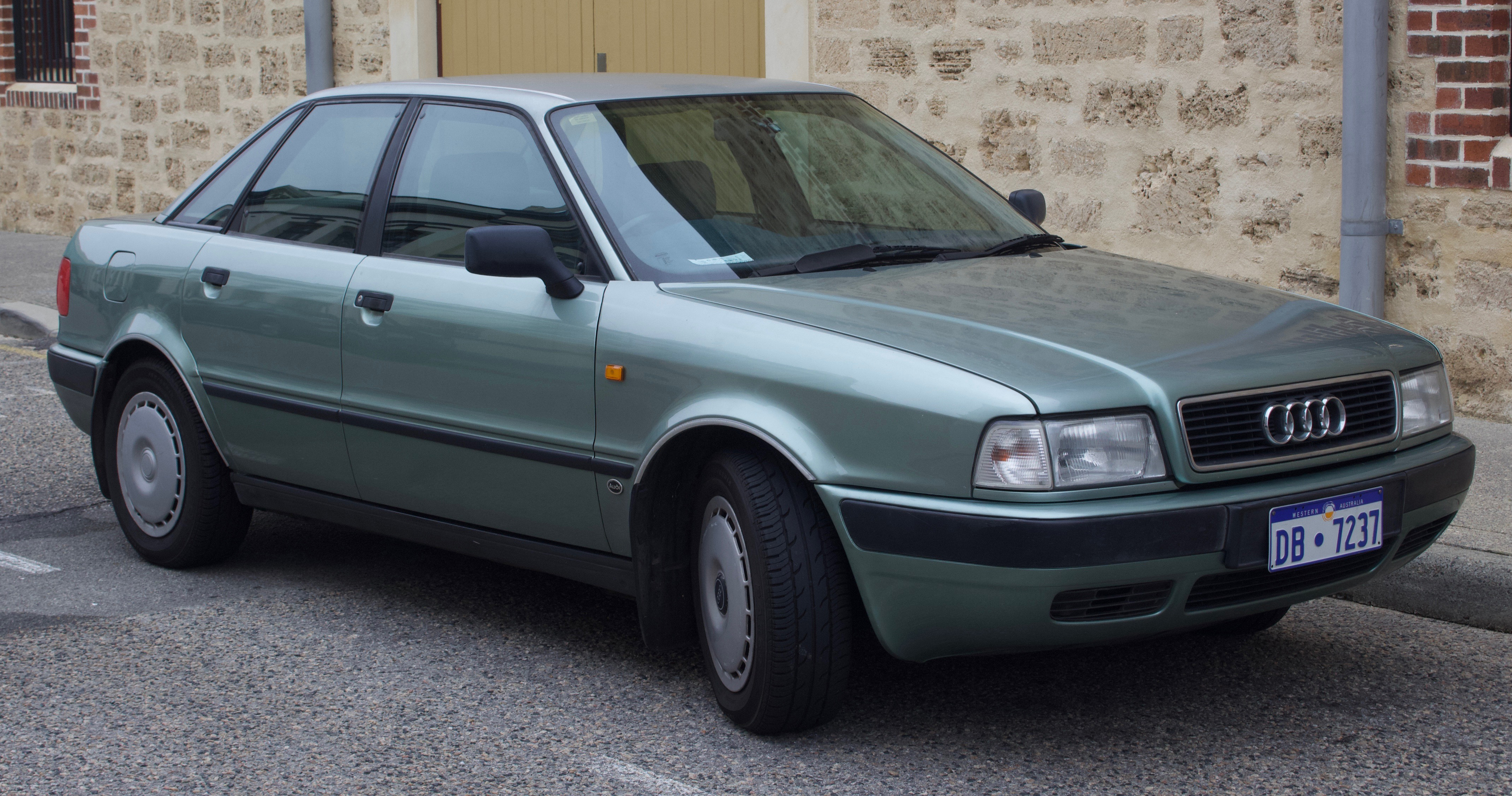
Audi 80 2.0 E
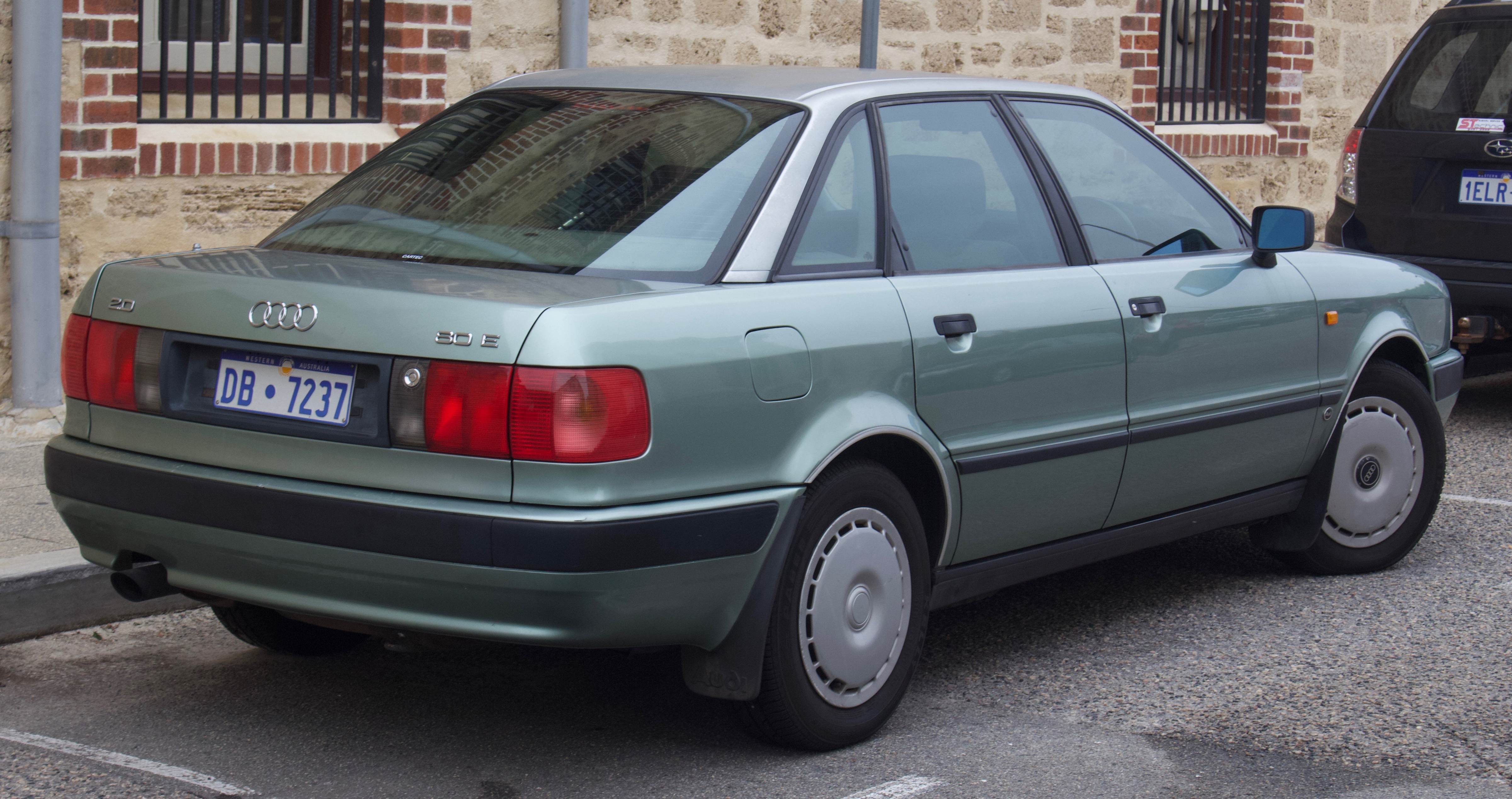
Audi 80 2.0 E, Heckansicht
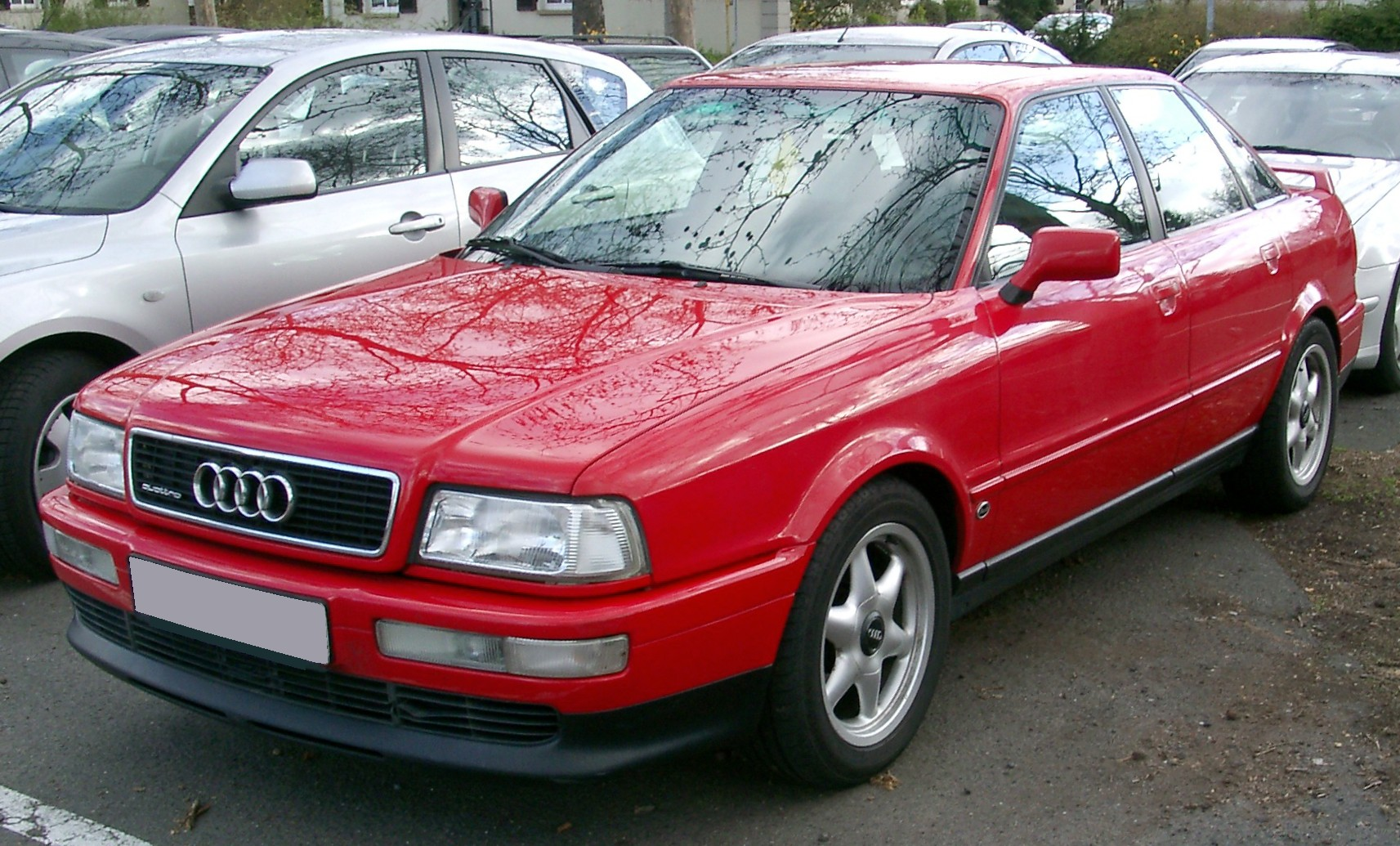
Audi 80 quattro (1992–1995)
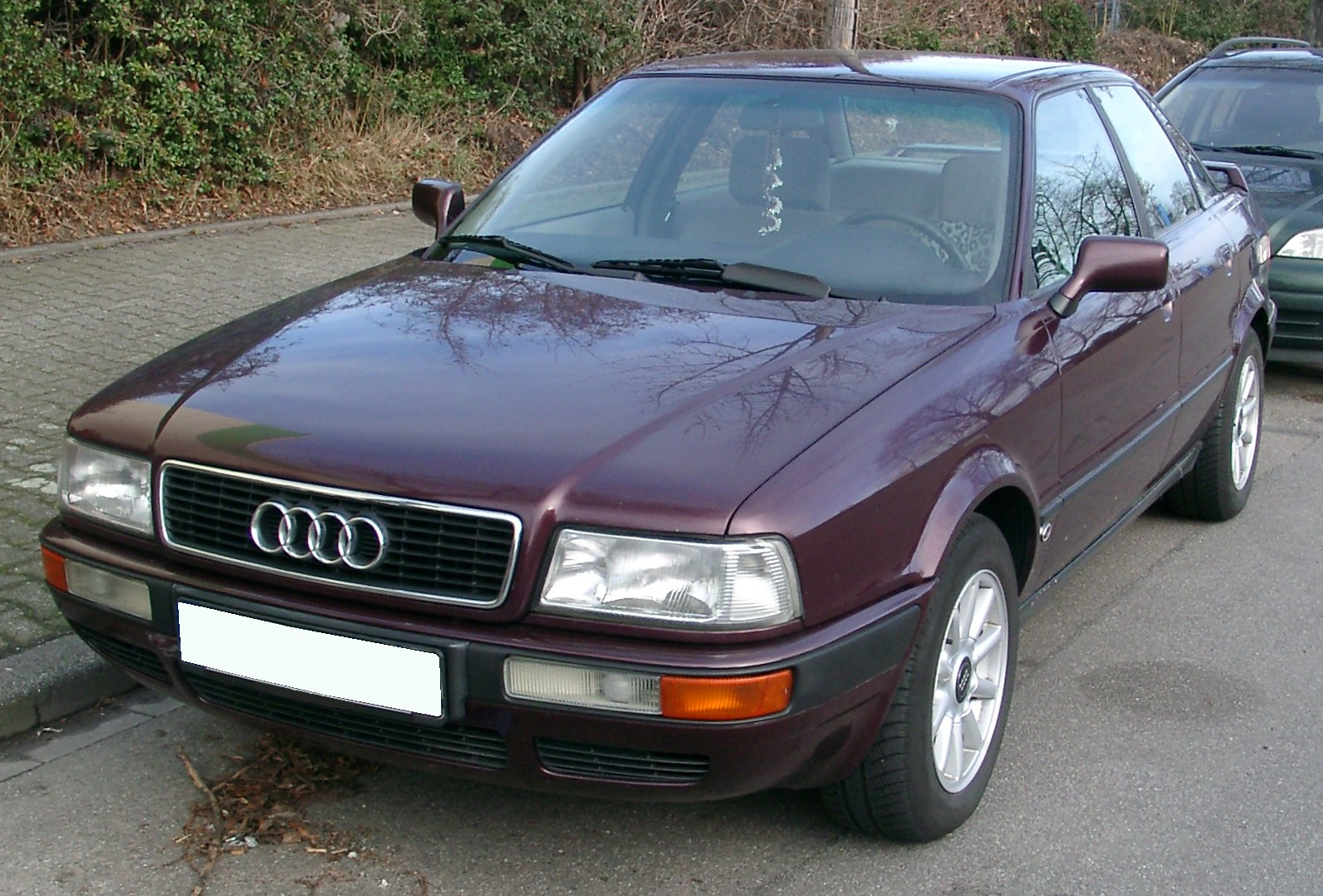
Audi 80 V6 (1992)
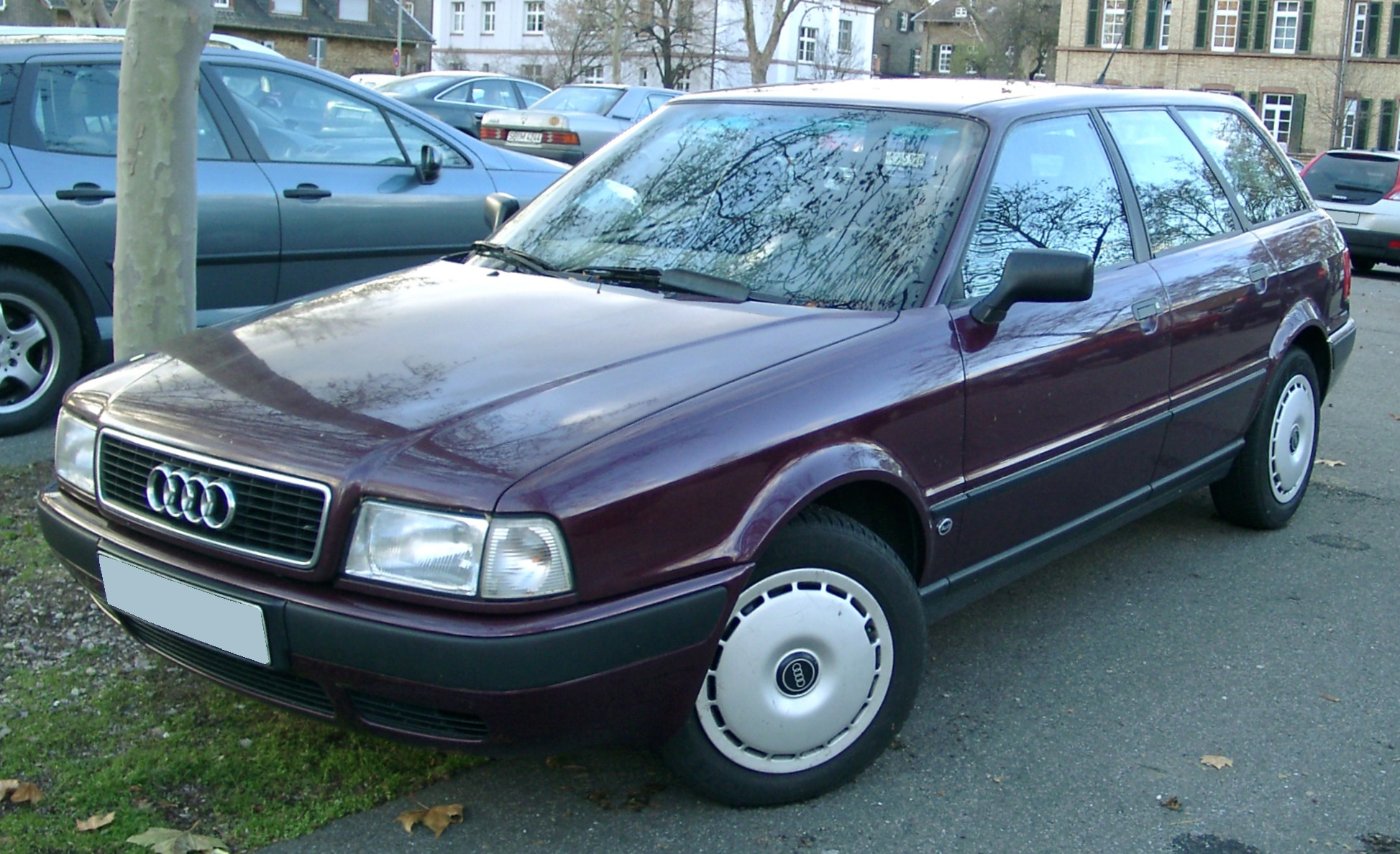
Audi 80 Avant (1992–1995)
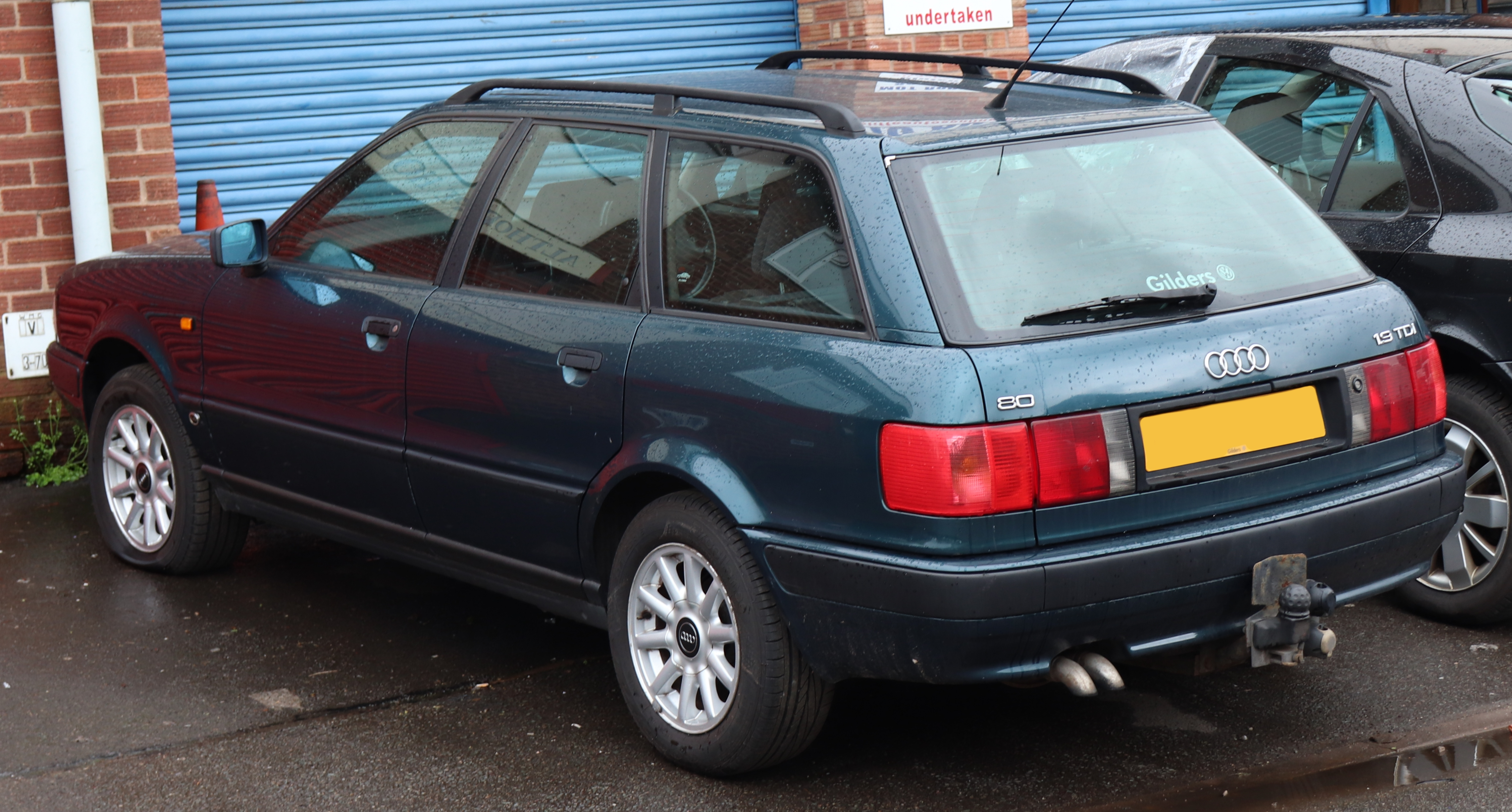
Audi 80 Avant (1992–1995)
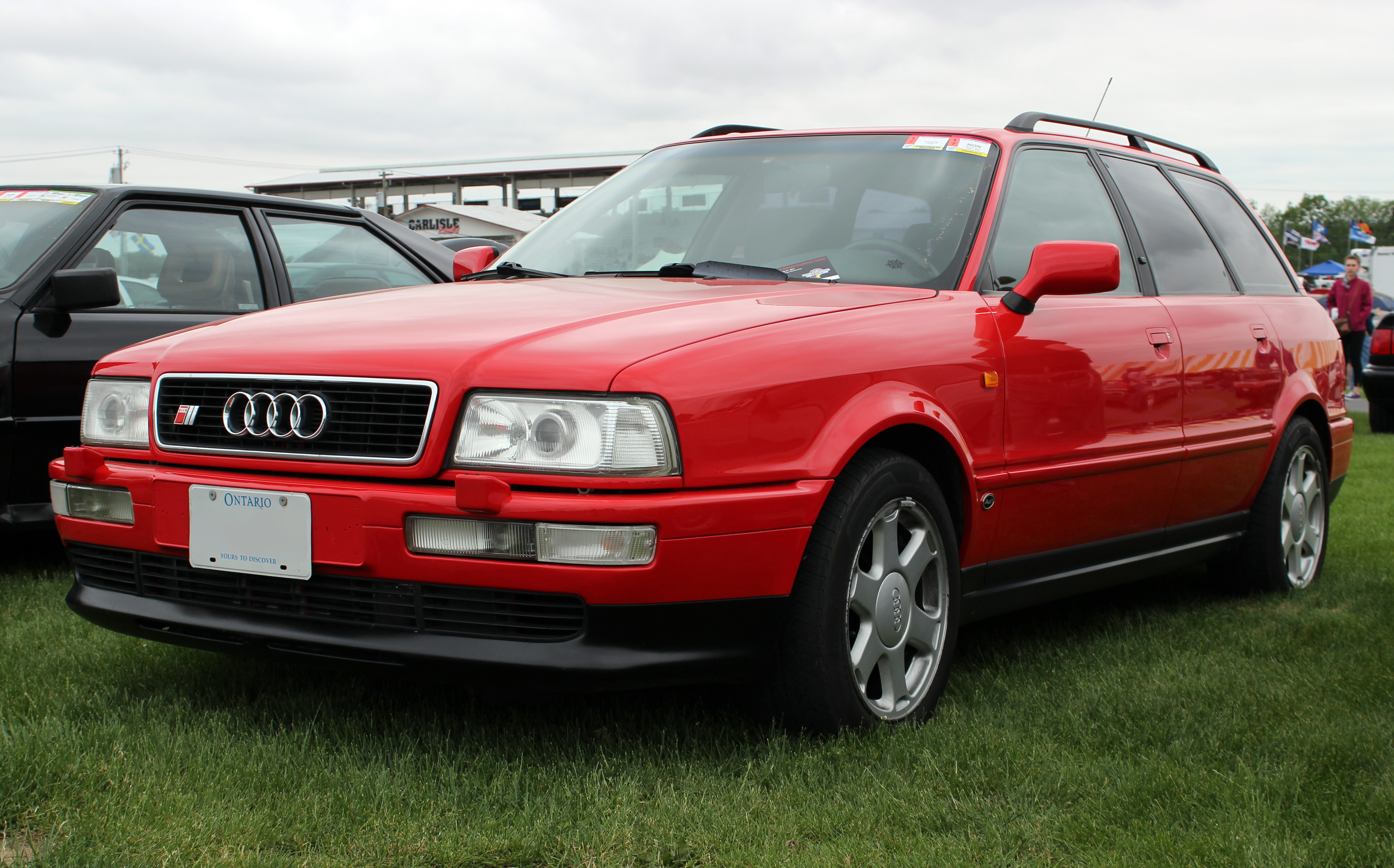
Audi S2 Avant
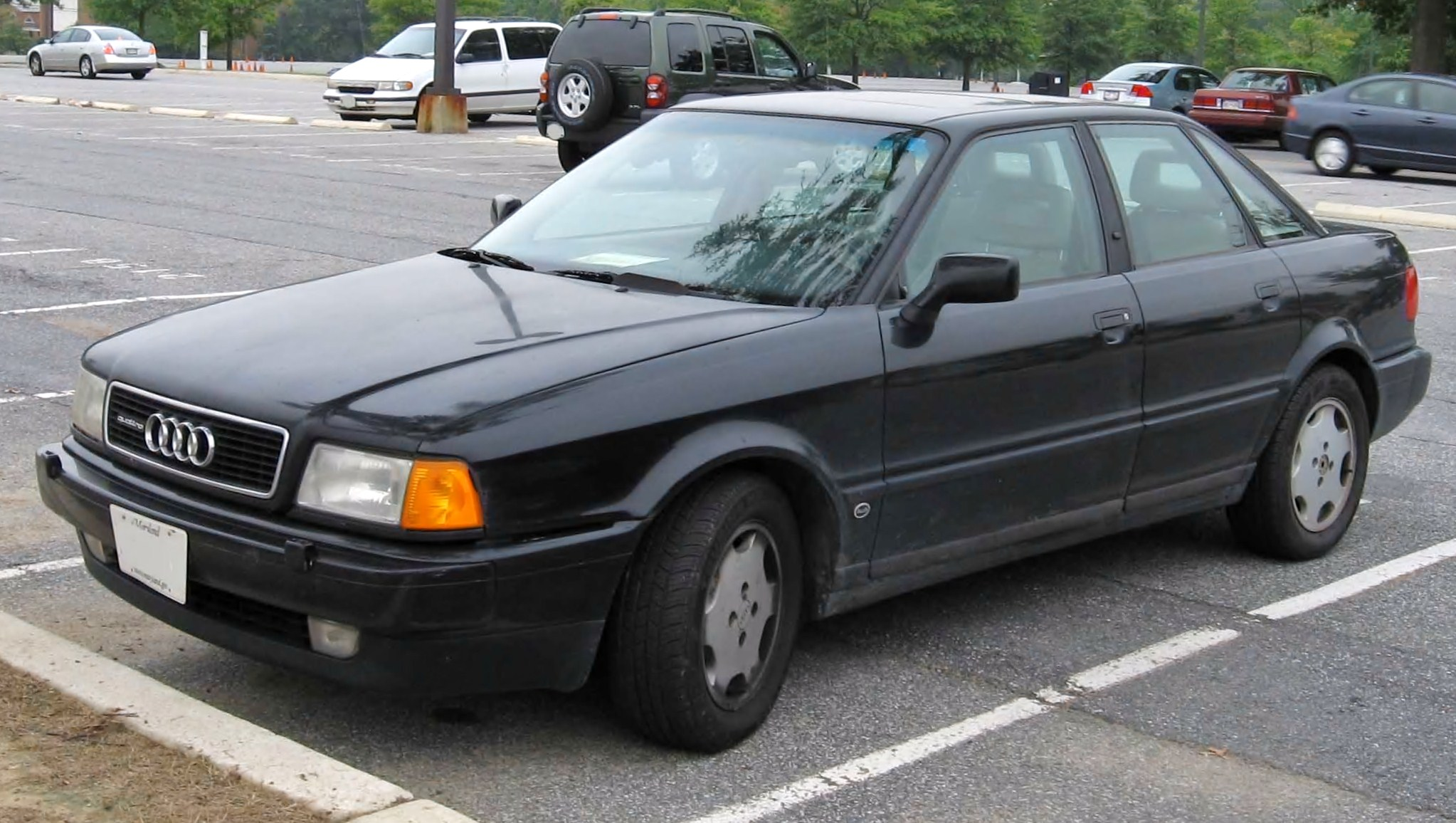
Audi 90 B4 (USA)

Unterschiede zum Audi 80 B3
- bis zur serienmäßigen Einführung der Airbags war das von Audi entwickelte Sicherheits-System Procon-ten serienmäßig
- Fahrerairbag ab Modelljahr 1994 serienmäßig, optionaler Beifahrer-Airbag (Serie ab Modelljahr 1995)
- Antiblockiersystem (Serie ab Januar 1993)
- Geänderte Stoßfänger und Leuchteinheiten; das Coupé, Cabrio und der RS2 erhielten zudem eine besondere Frontpartie mit anderen Scheinwerfern. Bis auf die normalen Vier- und Fünfzylindermodelle hatten alle Fahrzeuge serienmäßig in den Stoßfänger eingebaute Blinker und Nebelscheinwerfer, welche mit Ausnahme des RS2 unverändert vom vorangegangenen Audi 90 übernommen wurden.
- Geänderte Motorhaube mit integriertem Kühlergrill, breitere, größere Radhäuser, längerer Kofferraum und neu geformtes Heck
- Leicht vergrößerter Radstand
- Serienmäßig 15-Zoll-Räder, in Grundausstattung Reifenmaße 195/65/15 (Audi 80 B3: 14-Zoll-Räder)
- Neu konstruierte Hinterachse, damit notwendigerweise einhergehend eine neue Konstruktion des Fahrzeugtanks sowie eine Veränderung der Form des Kofferraumbodens (die zerklüftete Form des Kofferraums wurde beim Vorgängermodell oft kritisiert)
- Geänderte Klimaanlage
- Asymmetrisch umklappbare Rücksitzlehnen lieferbar; nur wenige Exemplare mit starren Lehnen wurden gebaut. Ab Modellvariante 2.3E waren die Rücksitzlehnen bei der Limousine über die Zentralverriegelung abschließbar.
- Verbesserte Dämmung
- Hochwertigere Materialien im Innenraum (insbes. Sitzbezüge und Verkleidungen)
- Geänderte Türverkleidungen
- Warnblinkerschalter in der Mittelkonsole statt Lenkstockschalter
- Geänderte Motorenpalette

### Motorisierungen
Zum Marktstart wurde die Audi 80 B4 ausschließlich mit Benzinmotoren angeboten. Die Motorenpalette wurde nach oben verschoben, indem die bisherigen Einstiegsmotoren der Vorgängerbaureihe B3 mit 1,6 und 1,8 Litern Hubraum gestrichen wurden. Die B4 startete somit mit Motoren ab 2,0 Litern Hubraum. Folgende Motorisierungen standen zur Verfügung:
- 2.0: Basismotor mit 1984 cm³ Hubraum, Singlepoint-Einspritzung und einer Leistung von 90 PS.
- 2.0 E: Gleicher Motor wie der 2.0, jedoch mit elektronischer Einspritzung und 115 PS.
- 2.3 E: Fünfzylinder-Reihenmotor mit 2306 cm³ Hubraum, elektronisch unterstützte mechanische Einspritzung (KEIII-Jetronic) und einer Maximalleistung von 133 PS.
- 2.8 E: Eine Neuheit in der B4-Baureihe war der V6-Motor mit 2771 cm³ Hubraum und 174 PS.

Alle Motoren waren mit einem Katalysator ausgestattet. Mit Ausnahme des 2,0-Liter-Vergasermotors konnten alle Motoren optional mit Allradantrieb kombiniert werden. Das Getriebe war standardmäßig ein manuelles Fünfganggetriebe, wobei auf Wunsch auch ein Viergang-Automatikgetriebe erhältlich war.

### Modellvarianten
Die Sechszylindermodelle unterschieden sich optisch geringfügig von den anderen Varianten. Die vorderen Blinkleuchten wurden in die Stoßstange integriert und es wurden Doppel-Hauptscheinwerfer verbaut, die eine Weiterentwicklung der Doppelscheinwerfer des Audi 90 und der Coupés bis Modelljahr 1991 waren. Diese bestanden aus einem H4-Reflektor für Abblendlicht und Lichthupe sowie einem H1-Reflektor für Lichthupe und Fernlicht. Gegenüber den standardmäßigen Vier- und Fünfzylinder-Modellen ergab sich dadurch ein wesentlich verbessertes Leuchtbild. Diese Scheinwerfer hatten zuvor schon Verwendung beim Audi Coupé gefunden und wurden bis Modelljahr 1997 ebenfalls im Audi Cabriolet verbaut. Die späten S2, der RS2 und das Cabrio ab Modelljahr 1998 hatten ähnlich konstruierte Halogen-DE-Scheinwerfer. Diese hatten ein H1-Abblendlicht mit Projektionslinse sowie einen H1-Reflektor für Fernlicht mit größerem Reflektor als bei der H4/H1-Lösung. Da das Abblendlicht bei eingeschaltetem Fernlicht eingeschaltet blieb, wurde das Lichtbild gerade bei der Vorfeldausleuchtung noch verbessert. Die DE-Scheinwerfer sind durch das Umlegen eines Schalters im Scheinwerfergehäuse einfach auf Linksverkehr umstellbar.
Die S2-Modelle sowie Cabriolet, Coupé und das Sondermodell quattro competition hatten zudem veränderte Stoßfänger mit einer nach unten gezogenen Frontschürze. Der RS2 hatte wiederum einen anderen Frontstoßfänger mit sehr betonten Lufteinlässen. Die letzte Ausbaustufe des B4-Designs waren stärker abgerundete Stoßfänger beim Cabriolet zwischen Ende 1997 und 2000.
Die Außenspiegelgehäuse und die Türgriffe wurden serienmäßig in Wagenfarbe lackiert (mit Ausnahme von 4-Zylinder-Limousine und Avant). Bereits ab dem Modell 2.3E war zudem die Miteinbeziehung der hinteren klappbaren Rückenlehnen in die Zentralverriegelungsschaltung serienmäßig. Am Heck sind Sechszylindermodelle und quattro-Fahrzeuge am Doppel-Endrohr der Auspuffanlage zu erkennen. Die TD- und TDI-Modelle hatten ebenfalls ein Doppel-Endrohr, das wegen der besseren Rußableitung nach unten gebogen war. Des Weiteren hat der B4 quattro auch einen um 1 cm kürzeren Radstand. Die Hinterräder erschienen dadurch etwas mittiger im Radkasten als beim Fronttriebler. Ein weiterer Unterschied des Quattro zum Fronttriebler ist die geringfügig breitere Hinterachse.

#### Nordamerika
Der Audi 80 B4 in der Version für Nordamerika, obwohl ebenfalls in den deutschen Audi-Werken gebaut, wies einige Besonderheiten auf. Während in Deutschland und Europa mit der Einführung des B4 die Modellreihe Audi 90 wegfiel und alle Fahrzeuge nur noch als Audi 80 verkauft wurden, ging man in den USA und Kanada den genau umgekehrten Weg, und der B4 wurde dort unter dem Namen Audi 90 geführt.

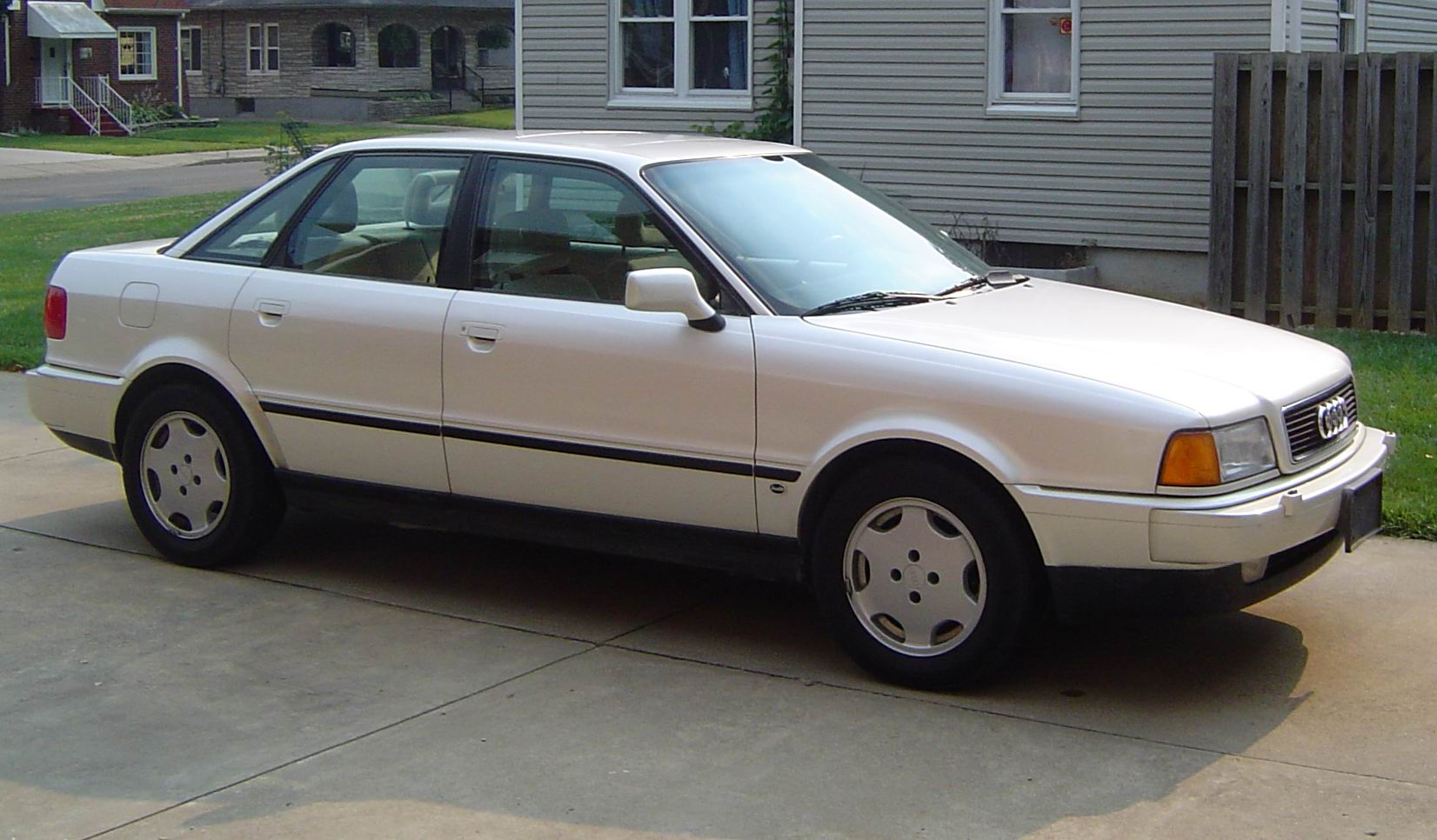
Audi 90 (1993; US-Version des B4)

Aus produktpolitischen Erwägungen wurden nur der 2.6E und 2.8E angeboten, und das auch nur als Limousine und später als Cabriolet. Aufgrund spezieller Anforderungen an Crashsicherheit und Lichtanlage mussten andere als die in Europa gebräuchlichen Stoßfänger entwickelt werden, die an einem deutlich hervorstehenden quer verlaufenden Wulst erkennbar sind. Dadurch war auch der Einsatz der herkömmlichen Beleuchtung der V6-Modelle nicht möglich, weshalb nordamerikanische Fahrzeuge ähnlich den europäischen Vier- und Fünfzylindermodellen die Blinker neben den Hauptscheinwerfern hatten. Letztere waren von der Bauweise her den europäischen sehr ähnlich, erzeugten aber ein anderes Leuchtbild. Außerdem wurden andere Nebelscheinwerfer verbaut, welche deutlich tiefer im Frontstoßfänger saßen. Vollständig weiße Blinkergläser waren zudem nicht zulässig und es kamen die bereits vom Vorgänger B3/Typ 89 bekannten orangefarbenen Blinker zum Einsatz. Als weiteres Detail hatten die Fahrzeuge eine veränderte, breitere hintere Nummernschildaufnahme im Design der Heckleuchten. Zudem waren die Blinker der Rückleuchten rot. Die Blinker wurden hinten als zweites Rücklicht, vorne als Standlicht (gelb) und alle vier als Seitenmarkierungsleuchten mitbenutzt.
Nordamerikanische Fahrzeuge verfügten zudem meist über eine reichhaltigere Ausstattung; Extras wie Automatikgetriebe, Tempomat, Klimaanlage, elektrische Fensterheber, Sitzheizung, Lederausstattung und Doppel-Airbag waren sehr viel weiter verbreitet als in Europa.

#### Weiterentwicklung

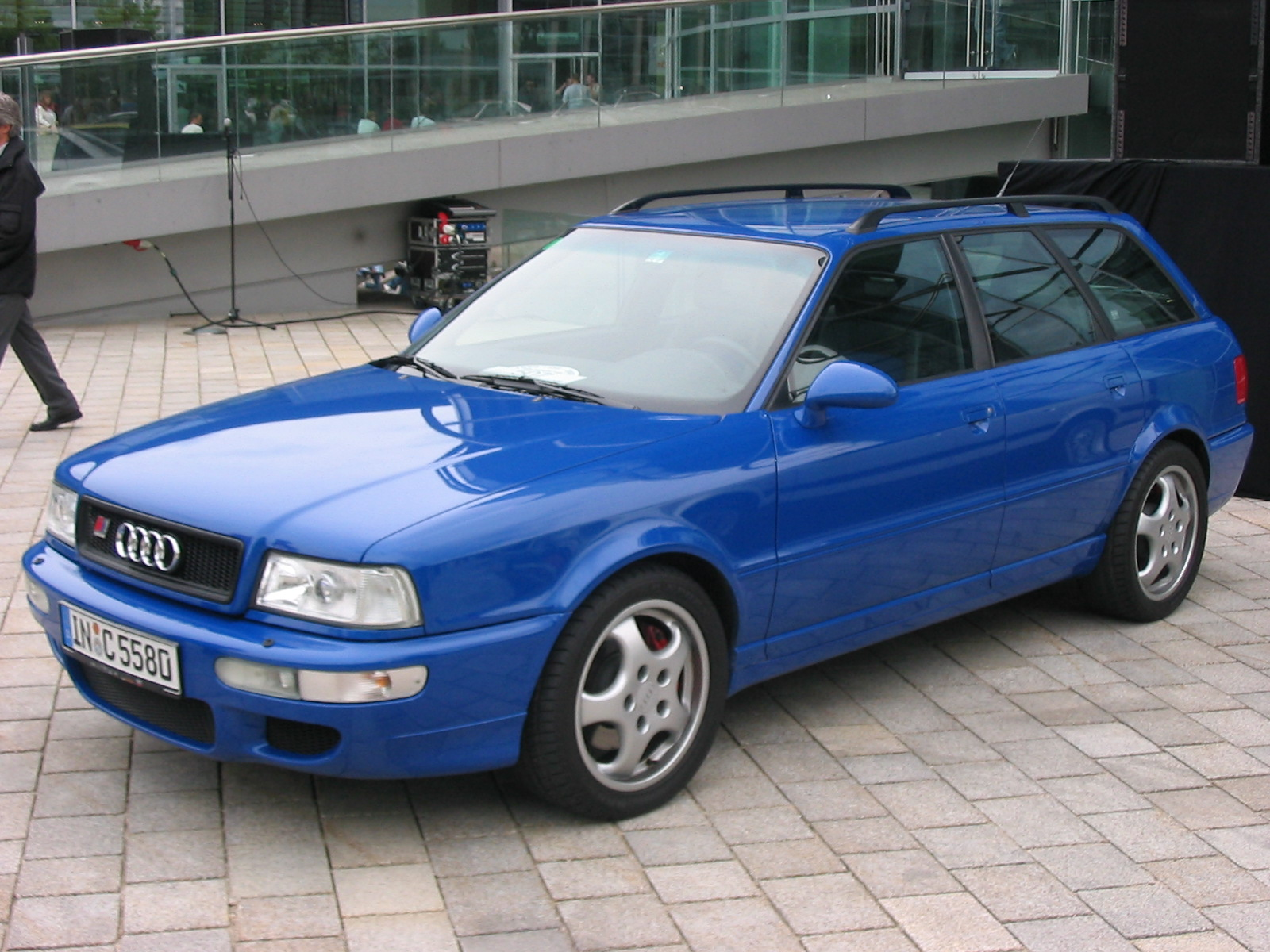
Audi RS2 (1994–1995)

Der Audi 80 Avant wurde auch als „S2“ und „RS2“ in leistungsgesteigerten Varianten angeboten, wobei der RS2 in Zusammenarbeit mit dem Kraftfahrzeughersteller Porsche (Bremsanlage, Fahrwerk, Spiegel, Felgen, Aggregat) bei Audi in Neckarsulm produziert wurde (auf derselben Fertigungslinie ging von 1981 bis 1991 der Porsche 944 vom Band). Vor dem RS2 gab es schon dessen inoffiziellen Vorgänger S2 Revo vom Tuner SMS (Schmidt Motorsport, die Firma war für Audi beispielsweise in der DTM aktiv und hat den S2 mit entwickelt) der zuerst mit 270 PS, später dann mit 308 PS angeboten wurde und über die Audi-Händler bestellt werden konnte. Diese Fahrzeuge sind heute ausgesprochen selten zu finden. Sowohl S2 als auch RS2 wurden von einem 2,2-Liter-Reihenfünfzylindermotor mit Vierventiltechnik und Turboaufladung angetrieben; zusätzlich wurde der Motor vor seinem Einsatz im B4 noch mit einer speziellen kontaktlosen Zündanlage mit Einzelzündspulen versehen. Damit erreichte der S2 169 kW (230 PS), während der RS2 eine bis dahin bei Audi-Straßenfahrzeugen nie dagewesene Motorleistung von 232 kW (315 PS) zu bieten hatte. Dafür wurde der Motor von Porsche mit einem optimierten Turbolader, einem geänderten Abgaskrümmer sowie Metallkatalysatoren ausgerüstet. 1993 folgte kurzzeitig der Audi S2 als Limousine, von dem nur 306 Exemplare gebaut wurden. Alle RS2 sowie die S2 mit dem 2226-cm³-5-Zylinder (S2-Motorkennbuchstabe ABY mit 169 kW/230 PS und RS2-Motorkennbuchstabe ADU mit 232 kW/315 PS) hatten ein 6-Gang-Schaltgetriebe. Während der RS2 nur als Kombi angeboten wurde, war der S2 auch als Coupé und – in wenigen Exemplaren – als Limousine erhältlich.
Mit dem Modelljahr 1994 wurde das Sondermodell Europa eingeführt. Es zeichnete sich gegenüber der Standardvariante unter anderem durch eine umfangreichere Grundausstattung aus. Diese umfasste unter anderem elektrisch verstellbare Außenspiegel ebenso wie Leichtmetallräder (7×15-Alufelgen im Speedline-10-Speichen-Design mit 205/60-R15-V-Reifen), elektrisches Schiebedach oder wahlweise manuelle Klimaanlage, Airbag-Lenkrad, Fond-Kopfstützen und fünf verschiedene erhältliche Sonderlackierungen.
Die Audi 80-Limousine wurde 1994 auch als limitiertes Sondermodell (2500 Stück) Competition angeboten. Dieses Modell wurde werksseitig mit den Scheinwerfern des Audi Coupé, 7×16-Alufelgen und den bereits vom Modell Audi S2 bekannten Front- und Heckschürzen inkl. Heckspoiler ausgeliefert. Außerdem hatte das Fahrzeug den permanenten Allradantrieb quattro. Der Competition wurde aus Gründen der Homologation für die STW-Rennserie produziert. Sein Motor (Kennbuchstabe ACE) basiert auf dem bekannten Zweiliter-Vierzylindermotor des 2.0 (66 kW) und 2.0E (85 kW), welcher vor allem durch den Einbau einer Bosch-KE-Motronic-Saugrohreinspritzung und einen 16-Ventil-Zylinderkopf eine Leistungssteigerung auf 103 kW (140 PS) erfuhr. Dieser Motor wurde in kleineren Stückzahlen auch in normalen B4-Serienfahrzeugen verwendet.
Im werksseitigen Lieferumfang des Competition befanden sich Zwischenstücke für Heckklappe und Spoiler, um den Heckspoiler höher montieren zu können. Ebenfalls wurden ein Aluminiumprofil zur Montage am Heckspoiler und eine kleine Spoilerlippe für den Stoßfänger vorn mitgeliefert, was die aerodynamischen Eigenschaften weiter verbessern sollte. Dieses Zubehör war jedoch nicht für den normalen Straßenverkehr zugelassen. Zusätzlich befand sich im Lieferumfang ein Schlüsselanhänger, auf dem die Seriennummer des Fahrzeugs eingearbeitet war (z. B.: 583/2500). Der Competition war nur in den drei Farben Vulkanschwarz-Perleffekt, Laserrot und Kristallsilber erhältlich, in Anlehnung an Audis traditionelle Farbgebung vor allem im Rallysport-Bereich.

### Produktionsende
Im Dezember 1994 wurde die Produktion der Limousine beendet, während der Kombi noch bis Dezember 1995 gefertigt wurde. Das Nachfolgemodell war ab November 1994 der Audi A4 B5. Einzelne Exemplare der Audi 80-Limousine wurden allerdings erst Anfang 1995 erstmals zugelassen.

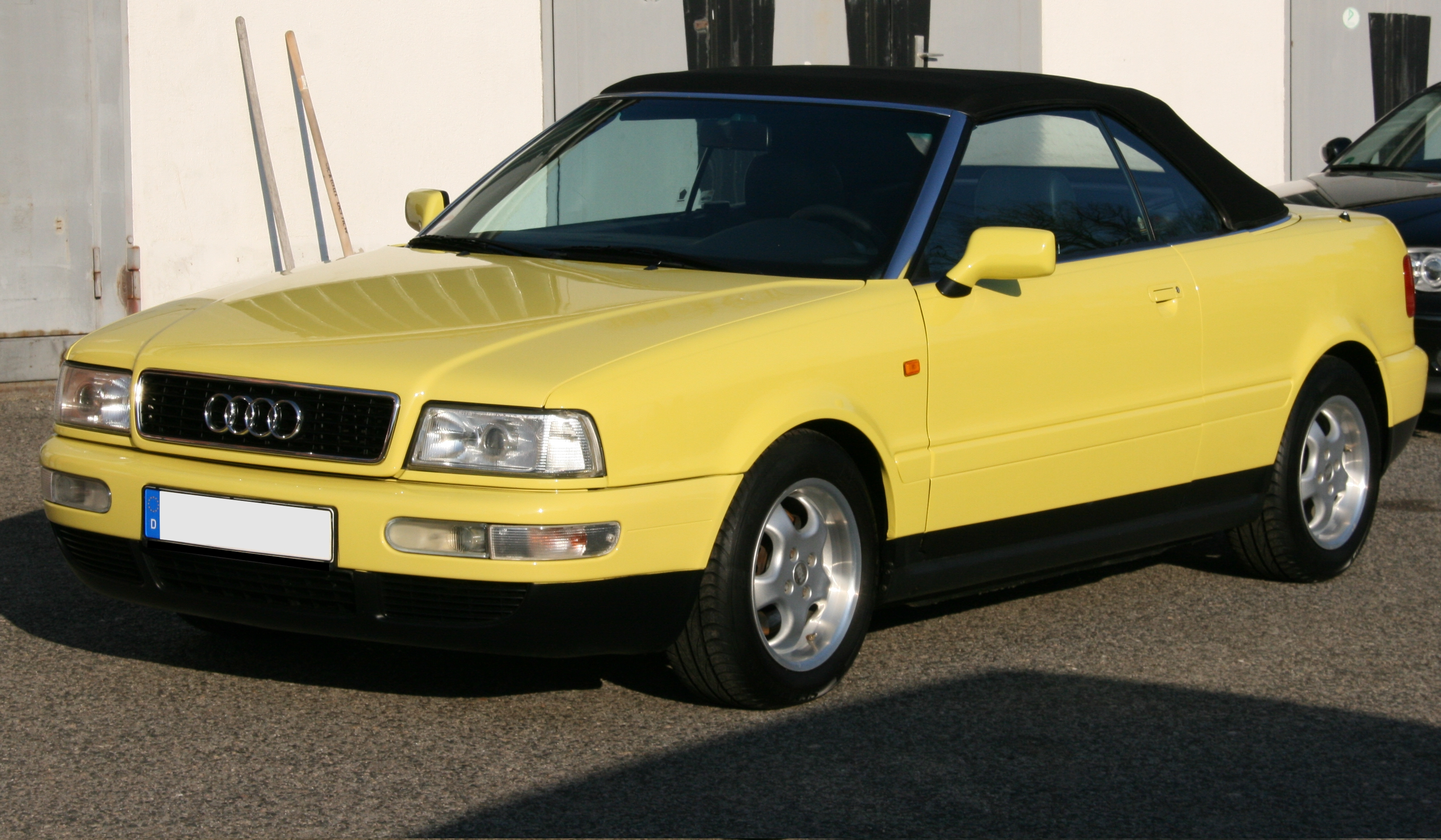
Audi Cabriolet

Der Audi RS2 wurde noch bis Mai 1995 zusammen mit Porsche gebaut, unter anderem wurden auch vier besonders seltene RS2-Limousinen hergestellt.
Das nicht auf dem B4, sondern auf dem Audi Coupé basierende Audi Cabriolet wurde noch bis zum August 2000 produziert, wobei im April 1997 noch leichte Detailänderungen durchgeführt wurden. Der vordere Stoßfänger wurde dabei neu geformt und ab Werk waren Doppel-Ellipsoid-Scheinwerfer mit Projektionslinsen erhältlich, die bereits aus dem S2 und RS2 bekannt waren. In den Kofferraumdeckel wurde eine dritte Bremsleuchte eingesetzt. Ebenso wurde das Design des Kombiinstruments, das in Grundzügen seit 1986 unverändert geblieben war, bei gleichbleibender Technik dem Geschmack der Zeit angepasst und neue Lack-Farbtöne und (hochwertigere) Innenausstattungen waren verfügbar.

### Rennsport

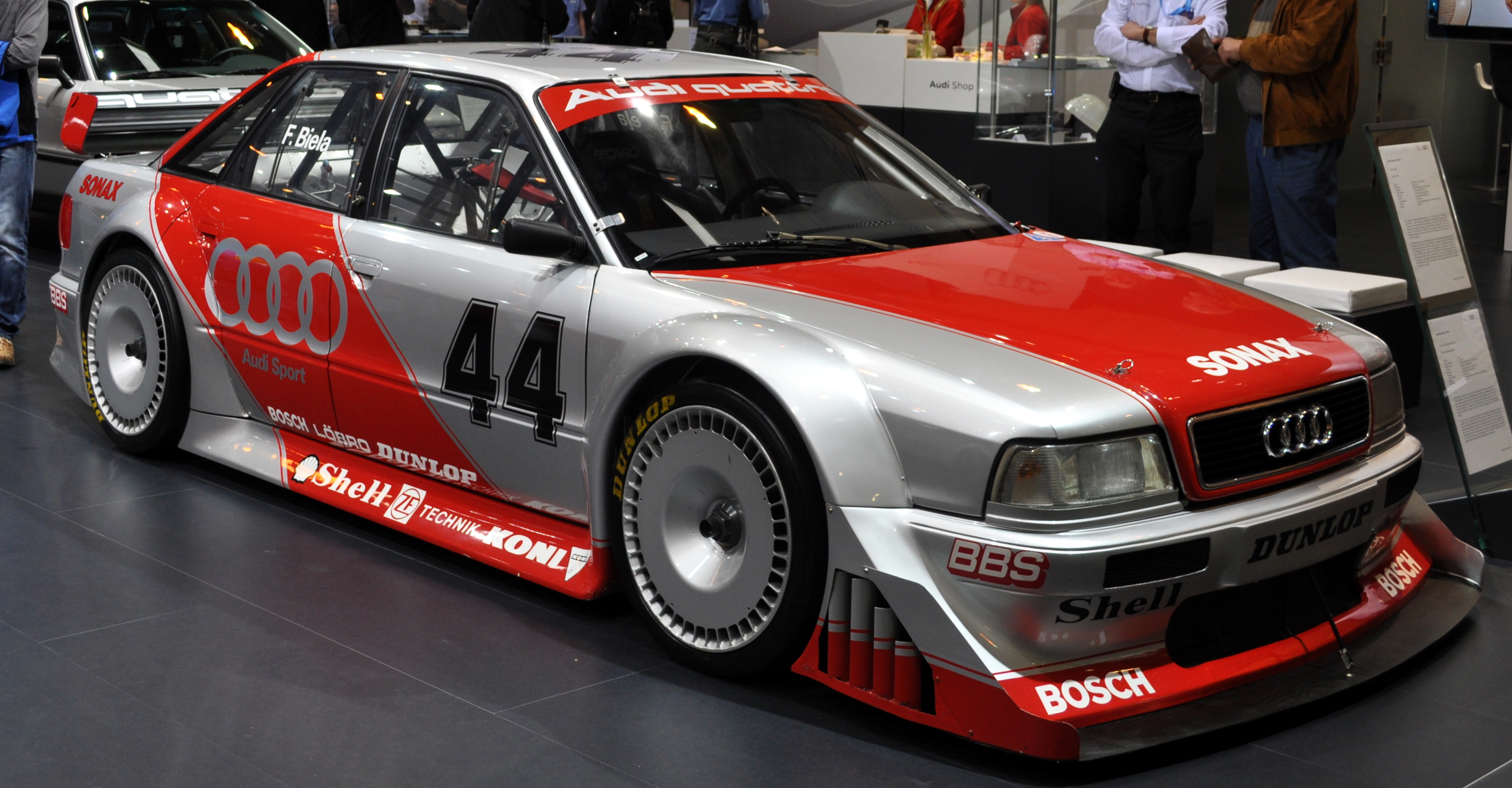
Audi 80 quattro 2,5 DTM (1993)

Für die Deutsche Tourenwagen-Meisterschaft (DTM) 1993 baute Audi auf Basis des Audi 80 einen Rennwagen mit einem Sechszylinder-2,5-Liter-Motor und 285 kW (388 PS) bei 10.500/min. Er sollte die bisher eingesetzten und nach dem neuen Reglement nicht mehr startberechtigten Audi V8 ersetzen. Audi zog sich jedoch vor Saisonbeginn von der DTM zurück und der Wagen wurde nicht eingesetzt. Er ist heute noch im Eigentum der Audi AG.
Anlässlich des Super Tourenwagen Cup (STW) baute Audi 1994 das Homologationsmodell Audi 80 Quattro Competition in einer limitierten Stückzahl von 2500 Stück. Zu jedem Competition vergab Audi einen Schlüsselanhänger, der die Seriennummer des jeweiligen Fahrzeugs enthielt (Seriennummer/2500). Zudem befand sich im Lieferumfang Spoilererhöhungen, ein Aluminiumprofil zum Anbringen am Heckspoiler sowie eine Spoilerlippe für die Frontschürze. Laut Originalunterlagen dienen diese zur Verbesserung der aerodynamischen Eigenschaften. Da laut Sport-Reglement die äußeren Merkmale der Karosserie von Serien- und Rennwagen genau gleich sein müssen, wurden diese Extras mitgeliefert. Die Anbauteile sind jedoch nicht im öffentlichen Straßenverkehr zugelassen.

## Technische Daten
| Ottomotoren | Ottomotoren | Ottomotoren | Ottomotoren   | Ottomotoren | Ottomotoren                                                                                            | Ottomotoren     | Ottomotoren       | Ottomotoren      | Ottomotoren                                                               | Ottomotoren                            | Ottomotoren      | Ottomotoren                  | Ottomotoren               | Ottomotoren          | Ottomotoren      | Ottomotoren           | Ottomotoren       |
| Modell | Karosserie  | Motor       | Zylinder      | Hubraum     | Kraftstoffsystem                                                                                       | Leistung PS/min | Drehmoment Nm/min | Antrieb          | Getriebe (Anzahl Gänge)                                                   | Bremsen (vorn/hinten)                  | Leergewicht (kg) | Höchstgeschwindigkeit (km/h) | Beschleunigung 0–100 km/h | Verbrauch (l/100 km) | Baujahre         | Produzierte Einheiten | Preis damals (DM) |
| --- | ----------- | ----------- | ------------- | ----------- | --- | --------------- | ----------------- | ---------------- | ------------------------------------------------------------------------- | -------------------------------------- | ---------------- | ---------------------------- | ------------------------- | -------------------- | ---------------- | --------------------- | ----------------- |
| 1.61 | Limousine   | EA827 (ABM) | Vierzylinder  | 1595        | Elektronische Saugrohreinspritzung Bosch Motronic                                                      | 71/5400         | 120/3000          | Vorderradantrieb | Manuell 5 Gänge oder 4 Stufen Automatik (außer bei 1,6L/1,6E)             | Scheiben/ Trommeln                     | -                | 162                          | 15,4                      | -                    | 01/1992–08/19941 | 43.303                | -                 |
| 1.6 E | Limousine2  | EA827 (ADA) | Vierzylinder  | 1595        | Elektronische Saugrohreinspritzung Bosch Motronic                                                      | 101/6000        | 130/3200          | Vorderradantrieb | Manuell 5 Gänge oder 4 Stufen Automatik (außer bei 1,6L/1,6E)             | Scheiben/ Trommeln                     | 1.230            | 182                          | 13,4                      | 8,7                  | 06/1993–08/19942 | 43.303                | - 2               |
| 1.6 E | Kombi3      | EA827 (ADA) | Vierzylinder  | 1595        | Elektronische Saugrohreinspritzung Bosch Motronic                                                      | 101/6000        | 130/3200          | Vorderradantrieb | Manuell 5 Gänge oder 4 Stufen Automatik (außer bei 1,6L/1,6E)             | Scheiben/ Trommeln                     | 1.270            | 178                          | -                         | 8,8                  | 06/1993–12/1995  | 43.303                | - 3               |
| 2.0i | Limousine   | EA827 (ABT) | Vierzylinder  | 1984        | Elektronische Saugrohreinspritzung Bosch Motronic                                                      | 90/5400         | 148/3000          | Vorderradantrieb | Manuell 5 Gänge oder 4 Stufen Automatik (außer bei 1,6L/1,6E)             | Scheiben/ Scheiben                     | 1.190            | 177                          | 13,6                      | 8,7                  | 09/1991–08/1994  | 456.861               | 31.700            |
| 2.0i | Kombi       | EA827 (ABT) | Vierzylinder  | 1984        | Elektronische Saugrohreinspritzung Bosch Motronic                                                      | 90/5400         | 148/3000          | Vorderradantrieb | Manuell 5 Gänge oder 4 Stufen Automatik (außer bei 1,6L/1,6E)             | Scheiben/ Scheiben                     | 1.230            | 172                          | 14,1                      | 8,9                  | 10/1992–12/1995  | 456.861               | 36.100            |
| 2.0 E | Limousine   | EA827 (ABK) | Vierzylinder  | 1984        | Elektronische Saugrohreinspritzung Bosch Motronic                                                      | 115/5400        | 166/3200          | Vorderradantrieb | Manuell 5 Gänge oder 4 Stufen Automatik (außer bei 1,6L/1,6E)             | Scheiben (selbstverstärkend)/ Scheiben | 1.230            | 190                          | 11,8                      | 8,6                  | 09/1991–08/1994  | 456.861               | 34.300            |
| 2.0 E | Kombi       | EA827 (ABK) | Vierzylinder  | 1984        | Elektronische Saugrohreinspritzung Bosch Motronic                                                      | 115/5400        | 166/3200          | Vorderradantrieb | Manuell 5 Gänge oder 4 Stufen Automatik (außer bei 1,6L/1,6E)             | Scheiben (selbstverstärkend)/ Scheiben | 1.270            | 186                          | 12,2                      | 8,5                  | 10/1992–12/1995  | 456.861               | 38.800            |
| 2.0 E quattro | Limousine   | EA827 (ABK) | Vierzylinder  | 1984        | Elektronische Saugrohreinspritzung Bosch Motronic                                                      | 115/5400        | 166/3200          | Allradantrieb    | Manuell 5 Gänge oder 4 Stufen Automatik (außer bei 1,6L/1,6E)             | Scheiben (selbstverstärkend)/ Scheiben | 1.330            | 190                          | 11,9                      | 8,9                  | 09/1991–08/1994  | 456.861               | 40.885            |
| 2.0 16v | Limousine4  | EA827 (ACE) | Vierzylinder  | 1984        | Bosch KE-Motronic __________________ Elektrisch unterstützte Saugrohreinspritzung Bosch KEIII-Jetronic | 140/5900        | 185/4500          | Vorderradantrieb | Manuell 5 Gänge oder 4 Stufen Automatik (außer bei 1,6L/1,6E)             | Scheiben (selbstverstärkend)/ Scheiben | 1.270            | 201                          | 9,6                       | 9                    | 08/1992–08/19944 | 456.861               | - 4               |
| 2.0 16v | Kombi5      | EA827 (ACE) | Vierzylinder  | 1984        | Bosch KE-Motronic __________________ Elektrisch unterstützte Saugrohreinspritzung Bosch KEIII-Jetronic | 140/5900        | 185/4500          | Vorderradantrieb | Manuell 5 Gänge oder 4 Stufen Automatik (außer bei 1,6L/1,6E)             | Scheiben (selbstverstärkend)/ Scheiben | 1.310            | 197                          | 9,8                       | 9,2                  | 10/1992–12/1995  | 456.861               | - 5               |
| 2.0 16v quattro | Limousine6  | EA827 (ACE) | Vierzylinder  | 1984        | Bosch KE-Motronic __________________ Elektrisch unterstützte Saugrohreinspritzung Bosch KEIII-Jetronic | 140/5900        | 185/4500          | Allradantrieb    | Manuell 5 Gänge oder 4 Stufen Automatik (außer bei 1,6L/1,6E)             | Scheiben (selbstverstärkend)/ Scheiben | 1.370            | 201                          | -                         | 9                    | 08/1992–08/1994  | 456.861               | - 6               |
| 2.0 16v quattro | Kombi7      | EA827 (ACE) | Vierzylinder  | 1984        | Bosch KE-Motronic __________________ Elektrisch unterstützte Saugrohreinspritzung Bosch KEIII-Jetronic | 140/5900        | 185/4500          | Allradantrieb    | Manuell 5 Gänge oder 4 Stufen Automatik (außer bei 1,6L/1,6E)             | Scheiben (selbstverstärkend)/ Scheiben | 1.410            | 196                          | 9,8                       | 9,6                  | 10/1992–12/1995  | 456.861               | - 7               |
| 2.3 E8 | Limousine   | EA828 (NG)  | Fünfzylinder  | 2309        | Bosch KE-Motronic __________________ Elektrisch unterstützte Saugrohreinspritzung Bosch KEIII-Jetronic | 133/5500        | 186/4000          | Vorderradantrieb | Manuell 5 Gänge oder 4 Stufen Automatik (außer bei 1,6L/1,6E)             | Scheiben (selbstverstärkend)/ Scheiben | 1.270            | 200                          | 9,8                       | 8,9                  | 09/1991–08/1994  | 37.822                | 38.400            |
| 2.3 E8 | Kombi       | EA828 (NG)  | Fünfzylinder  | 2309        | Bosch KE-Motronic __________________ Elektrisch unterstützte Saugrohreinspritzung Bosch KEIII-Jetronic | 133/5500        | 186/4000          | Vorderradantrieb | Manuell 5 Gänge oder 4 Stufen Automatik (außer bei 1,6L/1,6E)             | Scheiben (selbstverstärkend)/ Scheiben | 1.310            | 197                          | 11,2                      | 9,6                  | 10/1992–11/1994  | 37.822                | 43.100            |
| 2.3 E quattro | Limousine   | EA828 (NG)  | Fünfzylinder  | 2309        | Bosch KE-Motronic __________________ Elektrisch unterstützte Saugrohreinspritzung Bosch KEIII-Jetronic | 133/5500        | 186/4000          | Allradantrieb    | Manuell 5 Gänge oder 4 Stufen Automatik (außer bei 1,6L/1,6E)             | Scheiben (selbstverstärkend)/ Scheiben | 1.360            | 200                          | 9,8                       | 9,5                  | 09/1991–08/1994  | 37.822                | 44.985            |
| 2.3 E quattro | Kombi       | EA828 (NG)  | Fünfzylinder  | 2309        | Bosch KE-Motronic __________________ Elektrisch unterstützte Saugrohreinspritzung Bosch KEIII-Jetronic | 133/5500        | 186/4000          | Allradantrieb    | Manuell 5 Gänge oder 4 Stufen Automatik (außer bei 1,6L/1,6E)             | Scheiben (selbstverstärkend)/ Scheiben | 1.400            | 197                          | 11,2                      | 9,8                  | 10/1992–11/1994  | 37.822                | 49.850            |
| 2.6 E V6 | Limousine   | ABC         | Sechszylinder | 2598        | MPFI __________________ Elektronische Einspritzung MPI                                                 |                 |                   |                  | Manuell 5 Gänge oder 4 Stufen Automatik (außer bei 1,6L/1,6E)             | Scheiben (selbstverstärkend)/ Scheiben |                  |                              |                           |                      |                  |                       |                   |
| 2.6 E V6 | Kombi       | ABC         | Sechszylinder | 2598        | MPFI __________________ Elektronische Einspritzung MPI                                                 | 1.370           | 207               | 10,9             | Manuell 5 Gänge oder 4 Stufen Automatik (außer bei 1,6L/1,6E)             | Scheiben (selbstverstärkend)/ Scheiben | 9,9              | 10/1992–12/1995              | 47.100                    |                      |                  |                       |                   |
| 2.6 E V6 quattro | Limousine   | ABC         | Sechszylinder | 2598        | MPFI __________________ Elektronische Einspritzung MPI                                                 | Allradantrieb   | 1.380             | 210              | Manuell 5 Gänge oder 4 Stufen Automatik (außer bei 1,6L/1,6E)             | Scheiben (selbstverstärkend)/ Scheiben | 9,6              | 9,9                          | 07/1992–08/1994           | 48.550               |                  |                       |                   |
| 2.6 E V6 quattro | Kombi       | ABC         | Sechszylinder | 2598        | MPFI __________________ Elektronische Einspritzung MPI                                                 | Allradantrieb   | 1.420             | 210              | Manuell 5 Gänge oder 4 Stufen Automatik (außer bei 1,6L/1,6E)             | Scheiben (selbstverstärkend)/ Scheiben | 9,7              | 10,4                         | 10/1992–12/1995           | 52.050               |                  |                       |                   |
| 2.8 E V6 | Limousine   | AAH         | Sechszylinder | 2771        | MPFI __________________ Elektronische Einspritzung MPI                                                 | 174/5500        | 245/3000          | Vorderradantrieb | Manuell 5 Gänge oder 4 Stufen Automatik (außer bei 1,6L/1,6E)             | Scheiben (selbstverstärkend)/ Scheiben | 1.330            | 220                          | 8,0                       | 9,2                  | 09/1991–08/1994  | 30.771                | 47.850            |
| 2.8 E V6 | Kombi       | AAH         | Sechszylinder | 2771        | MPFI __________________ Elektronische Einspritzung MPI                                                 | 174/5500        | 245/3000          | Vorderradantrieb | Manuell 5 Gänge oder 4 Stufen Automatik (außer bei 1,6L/1,6E)             | Scheiben (selbstverstärkend)/ Scheiben | 1.370            | 218                          | 9,2                       | 10                   | 10/1992–12/1995  | 30.771                | 55.900            |
| 2.8 E V6 quattro | Limousine   | AAH         | Sechszylinder | 2771        | MPFI __________________ Elektronische Einspritzung MPI                                                 | 174/5500        | 245/3000          | Allradantrieb    | Manuell 5 Gänge oder 4 Stufen Automatik (außer bei 1,6L/1,6E)             | Scheiben (selbstverstärkend)/ Scheiben | 1.380            | 220                          | 8,0                       | 10,4                 | 09/1991–08/1994  | 30.771                | 52.635            |
| 2.8 E V6 quattro | Kombi       | AAH         | Sechszylinder | 2771        | MPFI __________________ Elektronische Einspritzung MPI                                                 | 174/5500        | 245/3000          | Allradantrieb    | Manuell 5 Gänge oder 4 Stufen Automatik (außer bei 1,6L/1,6E)             | Scheiben (selbstverstärkend)/ Scheiben | 1.420            | 220                          | 9,7                       | 10,4                 | 10/1992–12/1995  | 30.771                | 61.050            |
| S2 quattro | Limousine   | EA828 (ABY) | Fünfzylinder  | 2226        | Elektronische Saugrohreinspritzung Bosch Motronic, Turbolader KKK, Ladeluftkühler                      | 230/5900        | 380/2100          | Allradantrieb    | Manuell 6 Gänge                                                           | Scheiben (selbstverstärkend)/ Scheiben | 1.520            | 246                          | 6,0                       | 10,1                 | 07/1993–08/1994  | 2.118                 | 76.650            |
| S2 quattro | Kombi       | EA828 (ABY) | Fünfzylinder  | 2226        | Elektronische Saugrohreinspritzung Bosch Motronic, Turbolader KKK, Ladeluftkühler                      | 230/5900        | 380/2100          | Allradantrieb    | Manuell 6 Gänge                                                           | Scheiben (selbstverstärkend)/ Scheiben | 1.560            | 246                          | 6,0                       | 10,1                 | 02/1993–12/1995  | 2.118                 | 79.150            |
| RS2 quattro | Kombi       | EA828 (ABU) | Fünfzylinder  | 2226        | Elektronische Saugrohreinspritzung Bosch Motronic, Turbolader KKK, Ladeluftkühler                      | 315/6500        | 400/2800          | Allradantrieb    | Manuell 6 Gänge                                                           | Scheiben (selbstverstärkend)/ Scheiben | 1.595            | 262                          | 5,8                       | 10,4                 | 03/1994–05/1995  | 2.900                 | 98.900            |
| Dieselmotoren |             |             |               |             | |                 |                   |                  |                                                                           |                                        |                  |                              |                           |                      |                  |                       |                   |
| 1.9 TD | Limousine   | EA827 (AAZ) | Vierzylinder  | 1896        | Turbodiesel, indirekte Einspritzung mit Einspritzpumpe Bosch                                           | 75/4400         | 140/2200          | Vorderradantrieb | Manuell 5 Gänge Manuell 5 Gänge oder 4 Stufen Automatik (07.1993-05.1995) | Scheiben/ Trommeln                     | 1.270            | 162                          | 17,5                      | 6,2                  | 12/1991–08/1994  | 39.180                | 32.600            |
| 1.9 TDI | Limousine   | EA827 (1Z)  | Vierzylinder  | 1896        | Turbodiesel, Direkteinspritzung mit Einspritzpumpe Bosch und Ladeluftkühler                            | 90/4000         | 182/2300          | Vorderradantrieb | Manuell 5 Gänge Manuell 5 Gänge oder 4 Stufen Automatik (07.1993-05.1995) | Scheiben (selbstverstärkend)/ Scheiben | 1.270            | 174                          | 14,1                      | 5,1                  | 01/1992–08/1994  | 182.777               | 35.450            |
| 1.9 TDI | Kombi       | EA827 (1Z)  | Vierzylinder  | 1896        | Turbodiesel, Direkteinspritzung mit Einspritzpumpe Bosch und Ladeluftkühler                            | 90/4000         | 182/2300          | Vorderradantrieb | Manuell 5 Gänge Manuell 5 Gänge oder 4 Stufen Automatik (07.1993-05.1995) | Scheiben (selbstverstärkend)/ Scheiben | 1.310            | 174                          | 14,1                      | 5,1                  | 10/1992–07/1995  | 182.777               | 40.350            |
| Hinweise: 1Nur für einige ausländische Märkte 2Nur für einige ausländische Märkte, darunter Italien, wo der Einführungspreis 27.534.000 Lire betrug 3Nur für einige ausländische Märkte, darunter Italien, wo der Einführungspreis 29.998.000 Lire betrug 4Im deutschen Markt erst ab März 1994 verfügbar, aber zunächst nur in einigen ausländischen Märkten, darunter Italien, wo der Einführungspreis 36.822.000 Lire betrug 5Im deutschen Markt erst ab September 1994 verfügbar, aber zunächst nur in einigen ausländischen Märkten, darunter Italien, wo der Einführungspreis 40.987.000 Lire betrug 6Im deutschen Markt erst ab März 1994 verfügbar, aber zunächst nur in einigen ausländischen Märkten, darunter Italien, wo der Einführungspreis 41.838.000 Lire betrug 7Im deutschen Markt erst ab September 1994 verfügbar, aber zunächst nur in einigen ausländischen Märkten, darunter Italien, wo der Einführungspreis 46.003.000 Lire betrug 8Für den italienischen Markt nicht verfügbar |             |             |               |             | |                 |                   |                  |                                                                           |                                        |                  |                              |                           |                      |                  |                       |                   |

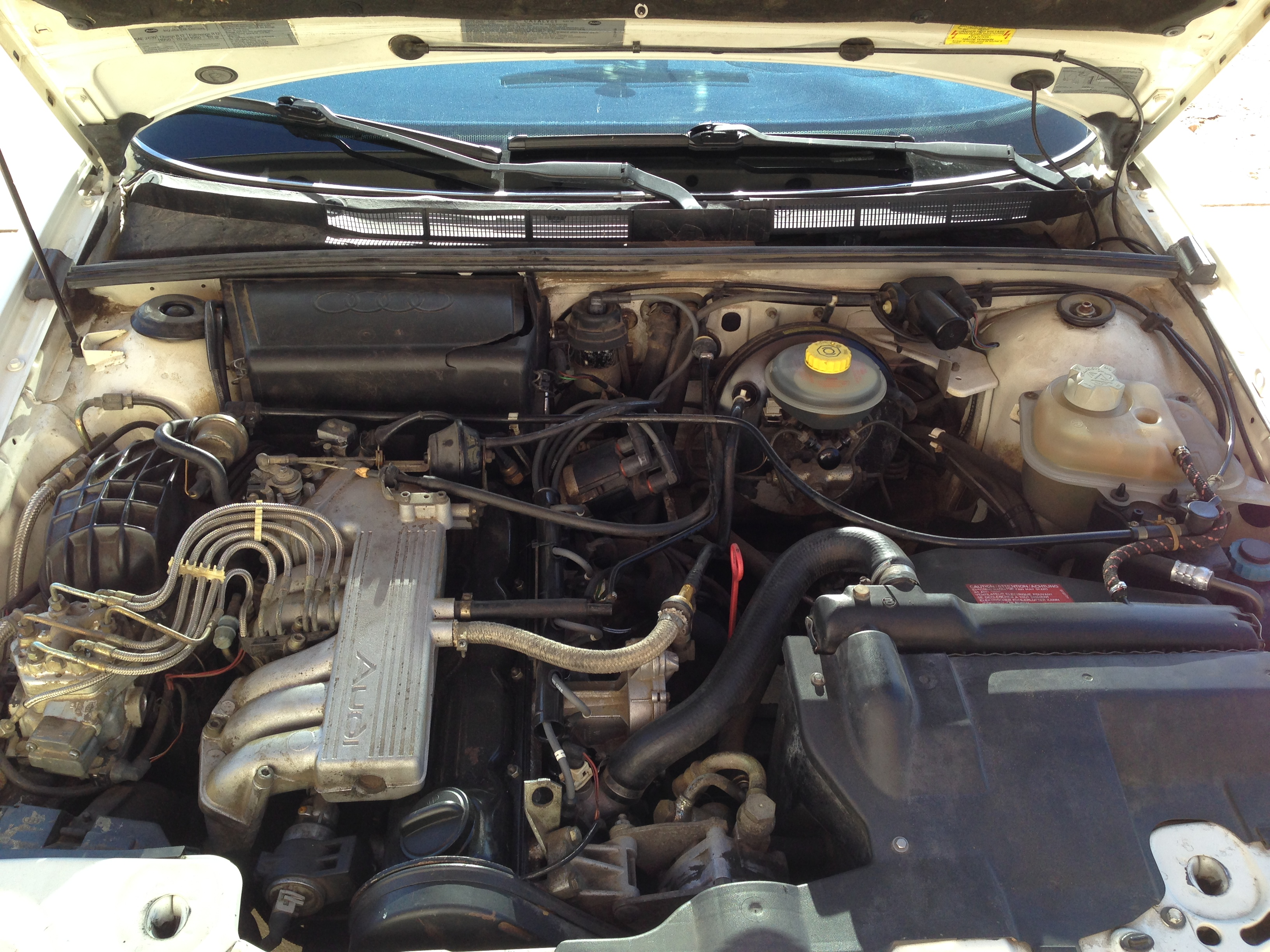
5-Zylinder mit 133 PS (MKB: NG)
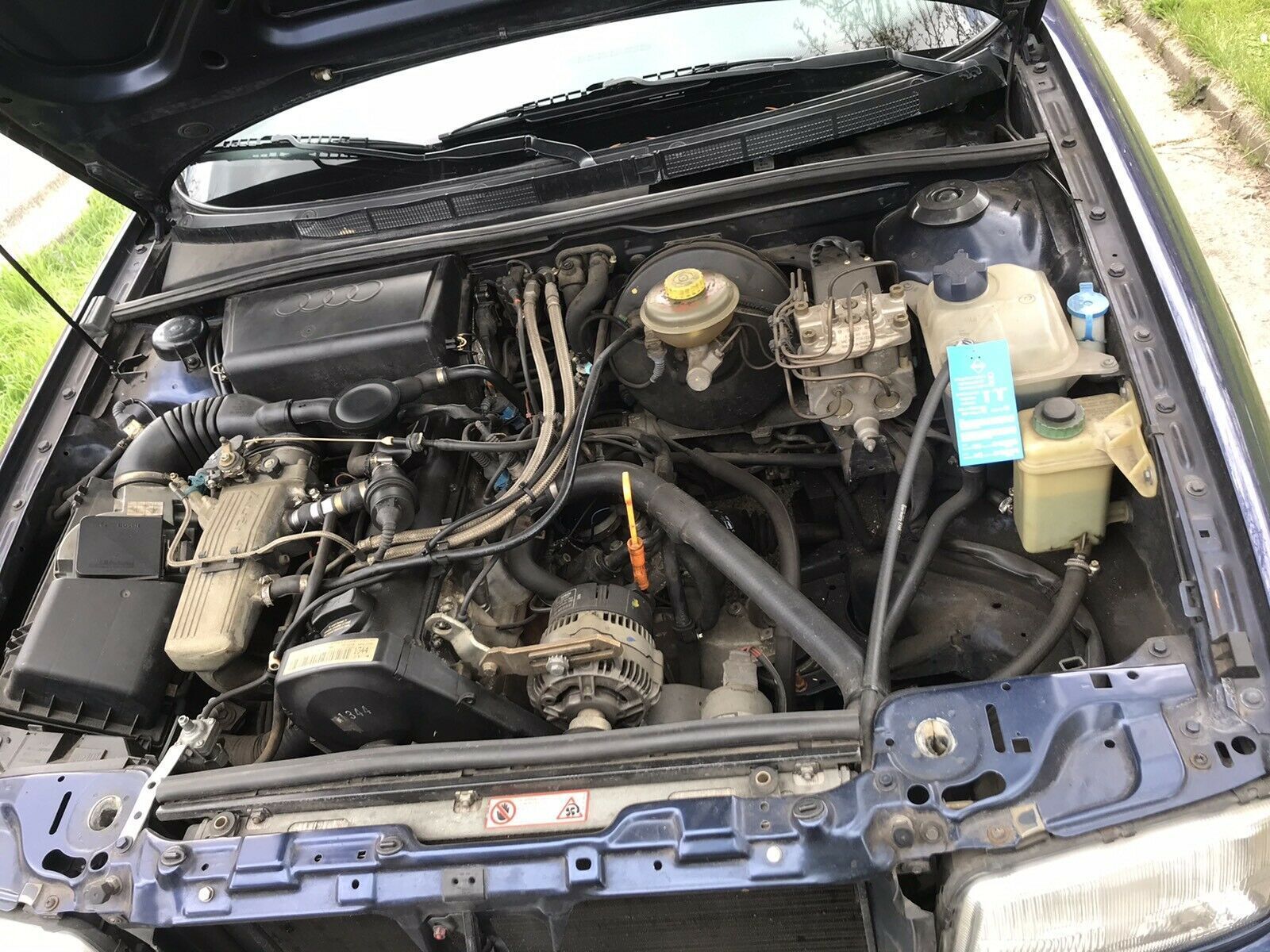
2Liter-4 Zylinder-8 Ventile-115PS-Motorkennung: ABK – hier mit nachgerüstetem Kaltlaufregler

## Bedeutung der Baureihe
Die Abkehr von den Doppelmodellen Audi 80 und 90 hin zu nur einem (höher positionierten) Modell dem Audi 80 B4 und erstmals 6-Zylinder-Motoren stehen für den damals neuen Weg Audi nur als Premiummarke zu führen. Gestützt wurde diese Strategie von einer hohen Produktqualität, die dazu führte, dass das Modell noch sehr lange im Straßenbild vorhanden war (und heute noch als Youngtimer mit hohem Gebrauchswert als Daily-Driver). Diese Präsenz in der Öffentlichkeit führte dazu, dass in Fernsehserien der 2010er Jahre, wie z. B. Alles Klara und Hubert ohne Staller die Protagonisten Audi 80 B4 als Symbol für ein altes Auto fuhren.
Mehrere Bundesländer nutzten den Audi 80 B4 als Streifenwagen, teilweise bis zur Jahrtausendwende.